# Vassili Sadovnikov
Pour les articles homonymes, voir Sadovnikov.
Vassili Semionovitch Sadovnikov (en russe : Василий Семёнович Садовников), né le 28 décembre 1800 (9 janvier 1801 dans le calendrier grégorien) à Saint-Pétersbourg et mort le 10 mars 1879 (22 mars dans le calendrier grégorien) dans la même ville en Russie, est un aquarelliste, peintre, dessinateur russe. Il est le frère de l'architecte Piotr Sadovnikov (1796-1877). 

## Biographie
Il est autodidacte et vit dans la condition de serfs appartenant à la princesse Nathalie Galitzine,. Celle-ci a servi de modèle à Alexandre Pouchkine pour le personnage de la vieille comtesse dans le récit de La Dame de pique. De l'état de serf il obtient un statut d'homme libre en 1838, après la mort de la princesse, alors qu'il est déjà devenu un artiste réputé. Mais selon certaines sources il ne suit toujours pas les cours de l'académie et obtient le titre d'artiste non classé (svobodnyi neklassnyi khudozhnik) en 1838. C'est par lui-même aussi qu'il apprend les règles de la perspective en peinture.

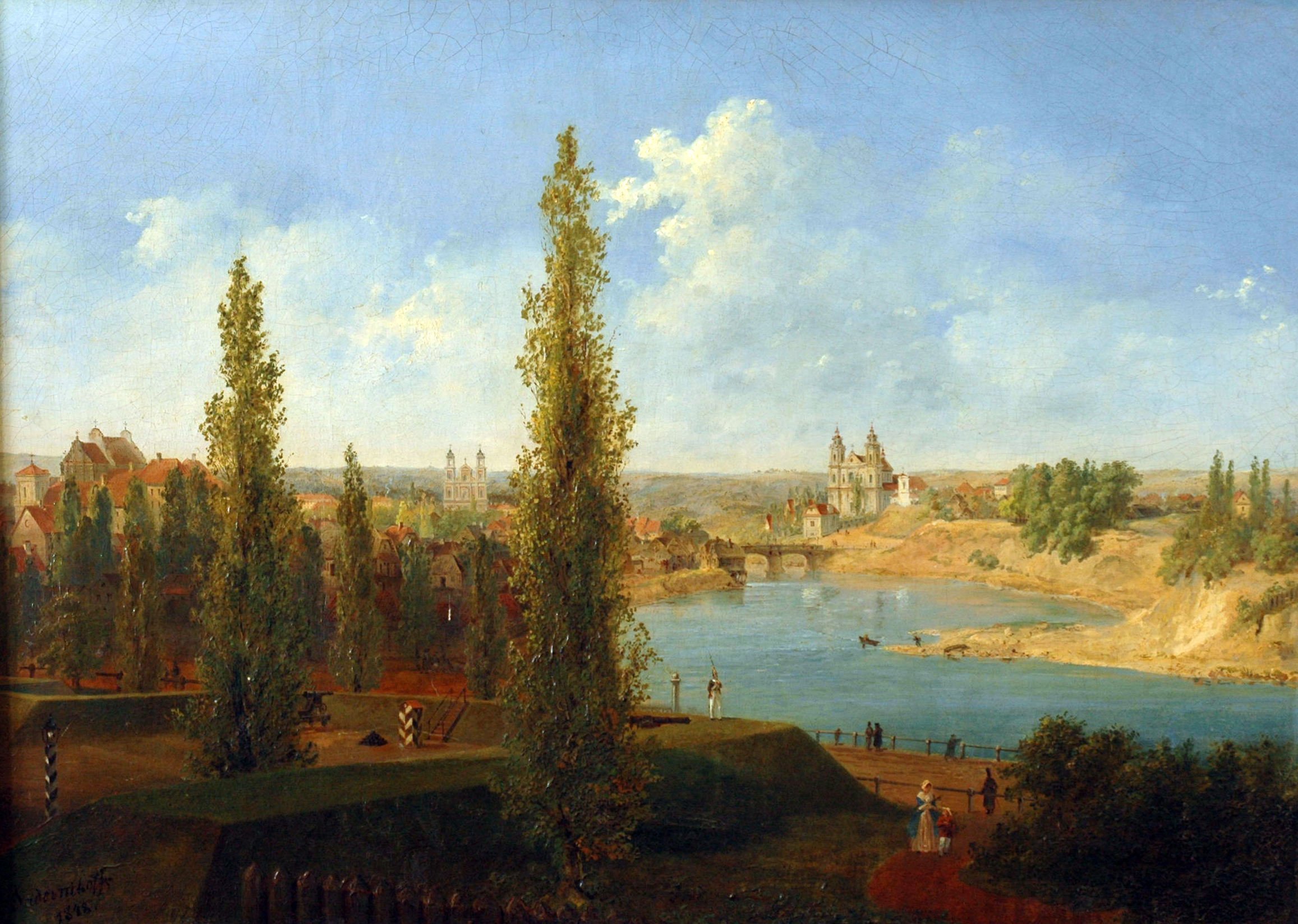
La ville de Vilnius par V. S. Sadovnikov 1848

Il acquiert la maîtrise de l'aquarelle en peignant des gravures et lithographies réalisées par d'autres artistes. Plus tard, à l'académie des beaux-arts, il est l'élève de Maxime Vorobiov (1852).
À la demande des empereurs Nicolas Ier et Alexandre II, il réalise de nombreuses vues du Palais d'Hiver, avec les défilés auquel il a pu assister et aussi les salles de ce palais, et encore d'autres palais situés hors de la ville, avec leurs parcs.
Il a beaucoup travaillé pour les livres de la mémoire édités par l'État-major; il a aussi gravé la pierre pour réaliser des éditions de lithographies.
Sadovnikov est bien connu pour sa série de lithographies représentant les deux côtés de la perspective Nevski ou la place de l'amirauté, jusqu'au Pont Anitchkov (1835), connue sous le nom de Panorama de la perspective Nevski (1830-1835),,. Réalisée à l'origine, comme une aquarelle de presque 16 mètres de long, elle a été recopiée sur une pierre pour en faire une série de 30 feuilles par Andreï Prevo.
Sadovnikov est un maître accompli pour saisir les détails précis du paysage urbain comme d'ailleurs pour représenter des intérieurs. Il a réalisé de nombreuses vues des villes de Saint-Pétersbourg, Moscou, Tallin, Vilnius, Helsinki, Novgorod, Tambov.
Il meurt le 10 mars 1879 à Saint-Pétersbourg et est enterré au cimetière Mitrofanievskoïe, où sa tombe a aujourd'hui disparu.

## Galerie
Les œuvres de Sadovnikov sont conservées au Musée de l'Ermitage, Musée russe, Musée d'État d'histoire de Saint-Pétersbourg notamment.

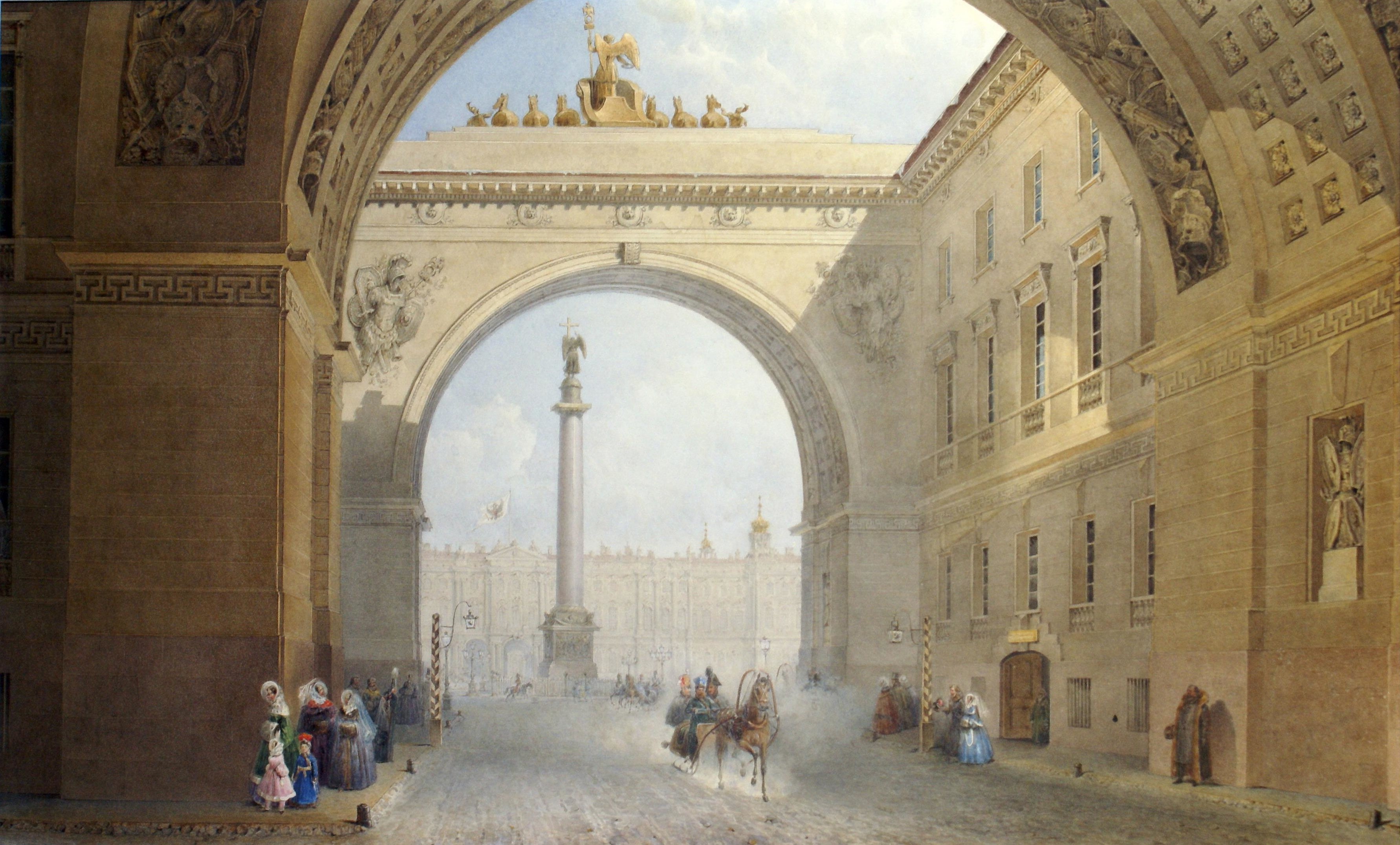
Arcade de l'état-major 1830.
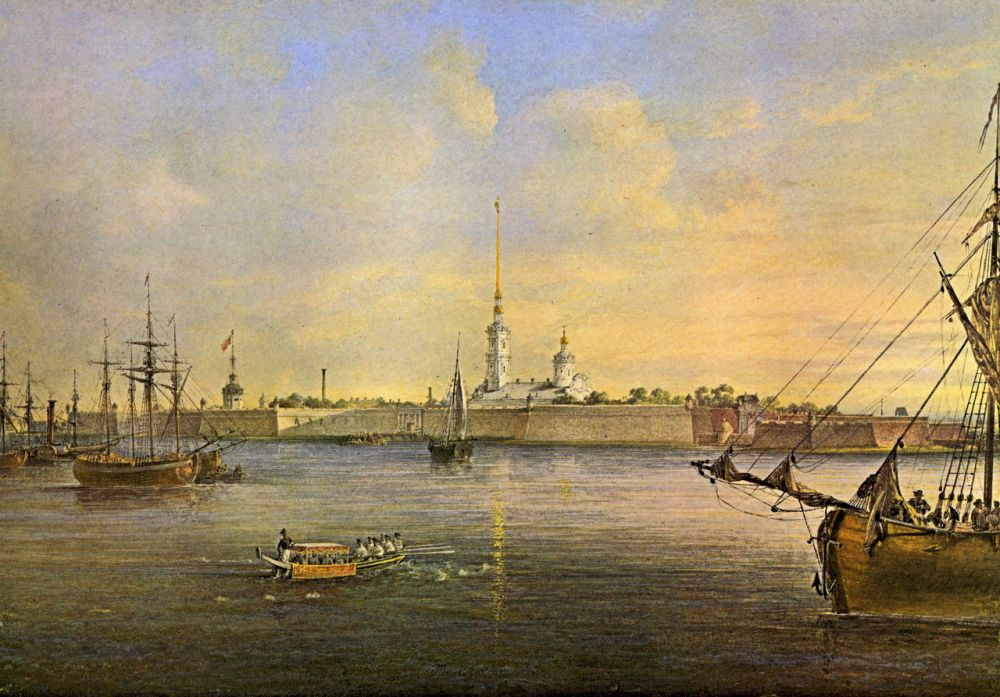
Vue de la Néva et de la Forteresse Pierre-et-Paul (aquarelle, 1847, Musée de l'Ermitage)
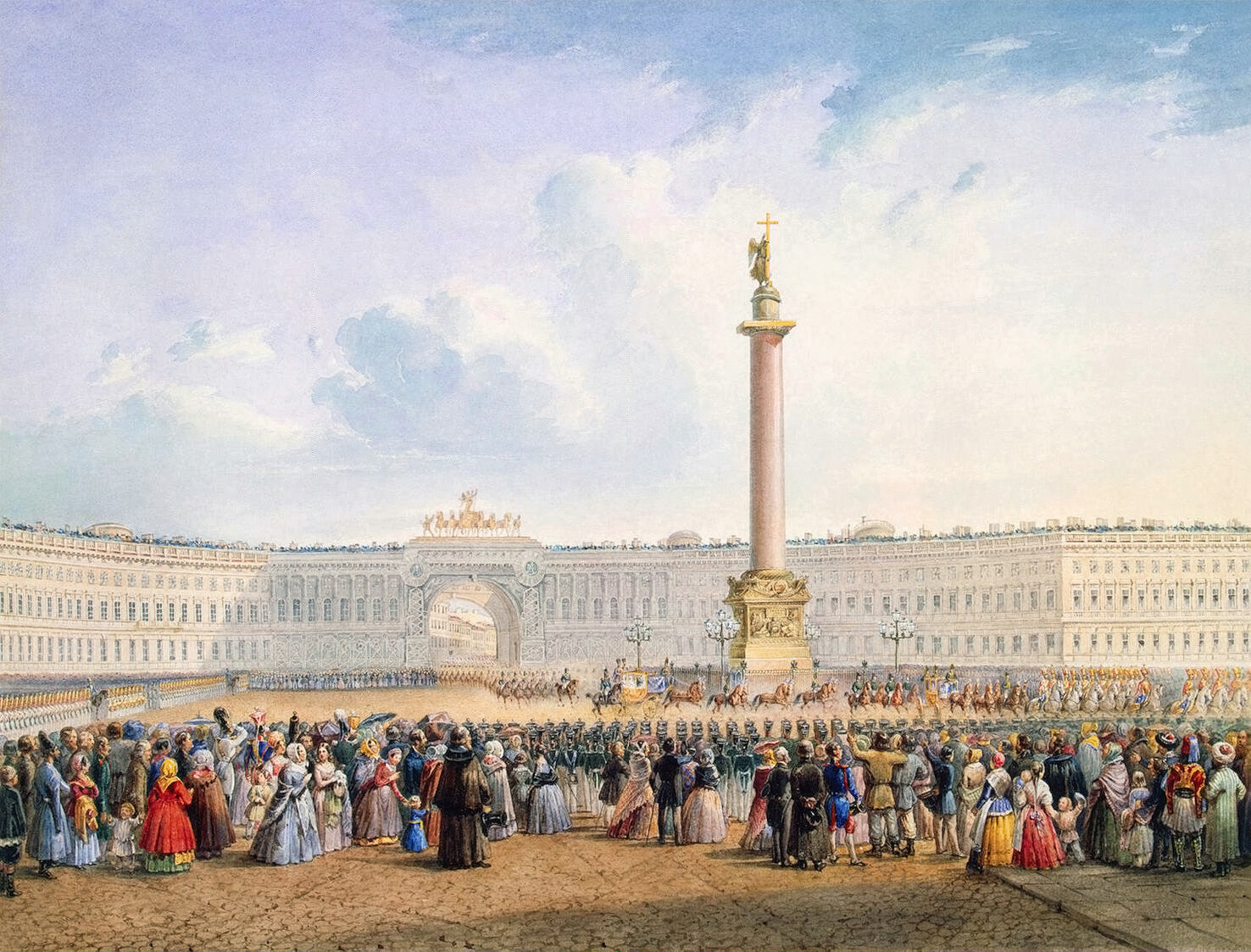
Vue de la place des palais